# Titus Kipkorir Kurgat
Titus Kipkorir Kurgat (* 1982) ist ein kenianischer Marathonläufer.
2010 kam er beim Frankfurt-Marathon mit seiner persönlichen Bestzeit von 2:13:28 h auf den 16. Platz. Im Jahr darauf wurde er Achter beim Mailand-Marathon. 2012 wurde er Fünfter beim Kilimandscharo-Marathon  und siegte beim Riga-Marathon.